# Équipe de Russie de bandy

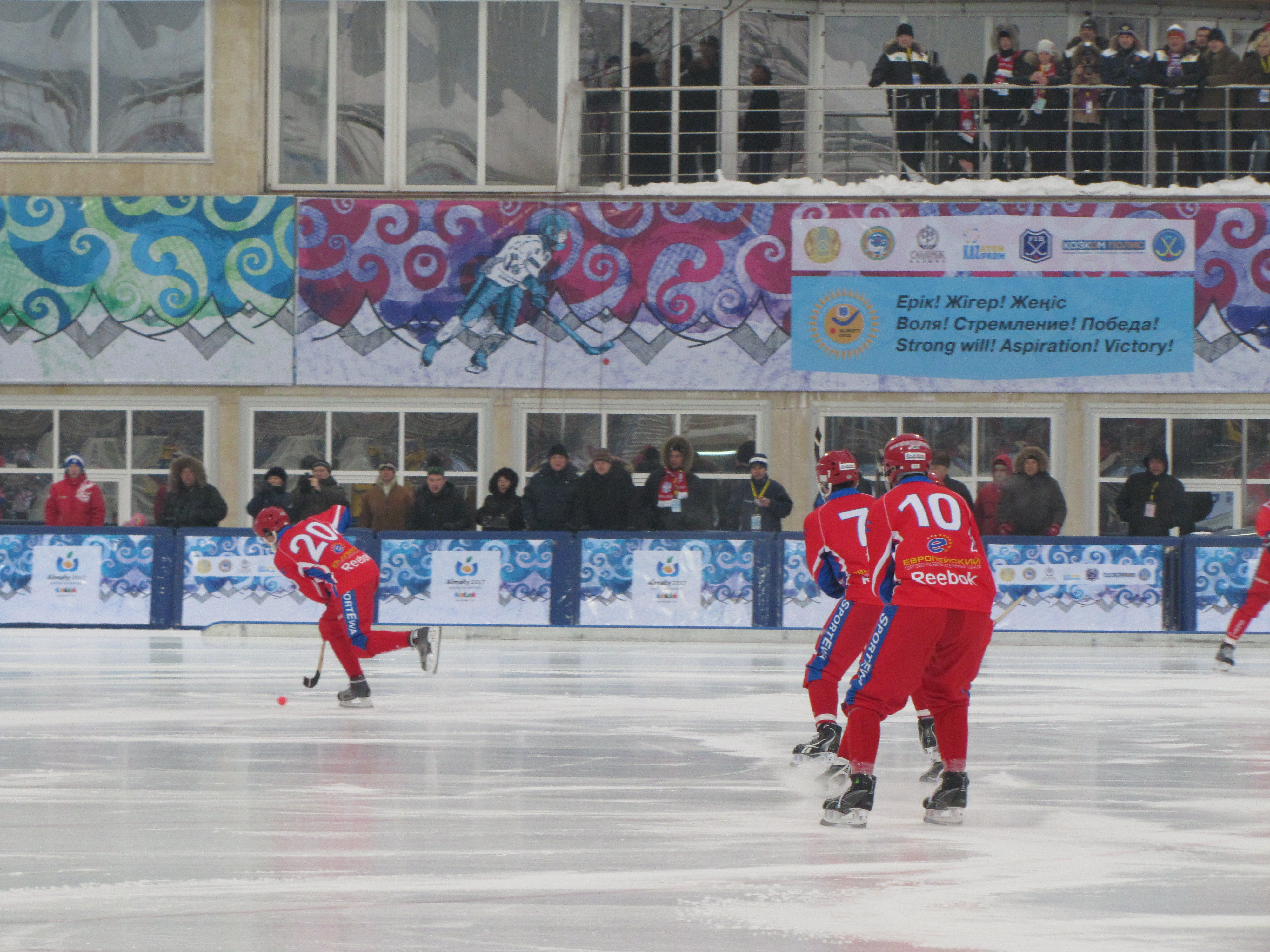
The final match between Russia (pictured) and Sweden at the 2012 World Bandy Championship, Almaty, Kazakhstan

L'équipe de Russie de bandy est l'une des meilleures nations internationales de ce sport peu connu du grand public. Elle participe au championnat du monde qui se déroule chaque année et réunit 14 nations.
La Russie est membre de la fédération internationale depuis la dissolution de l'URSS en 1991.
L'équipe nationale n'a jamais finit sous la 3e place du championnat du monde et a été sacré 7 fois.

## Résultats au championnat du monde
| Lieu et date           | Résultat  |
| ---------------------- | --------- |
| Norvège 1993           | Finaliste |
| États-Unis 1995        | Finaliste |
| Suède 1997             | Finaliste |
| Russie 1999            | Vainqueur |
| Finlande et Suède 2001 | Vainqueur |
| Russie 2003            | Finaliste |
| Suède 2004             | 3e place  |
| Russie 2005            | Finaliste |
| Suède 2006             | Vainqueur |
| Russie 2007            | Vainqueur |
| Russie 2008            | Vainqueur |
| Suède 2009             | Finaliste |
| Russie 2010            | Finaliste |
| Russie 2011            | Vainqueur |
| Kazakhstan 2012        | Finaliste |
| Suède 2013             | Vainqueur |
| Russie 2014            | Vainqueur |
| Russie 2015            | Vainqueur |
| Russie 2016            | Vainqueur |
| Suède 2017             | Finaliste |
| Russie 2018            | Vainqueur |
|                        | Vainqueur |